# Segunda Liga 2006-2007
La Liga Vitalis 2006-2007 fu la diciassettesima edizione della Liga de Honra, il secondo livello del campionato di calcio portoghese.
Per la prima volta assunse il nome di uno sponsor: Vitalis.
A partire da questa edizione la competizione fu ridotta a 16 squadre: 4 retrocesse dalla Primeira Liga, 2 promosse dalla II Divisão e il resto salve dalla stagione precedente.
Il vincitore fu il Leixões, promosso in Primeira Liga insieme al Vitória de Guimarães, secondo classificato.
Olivais e Moscavide e Grupo Desportivo de Chaves furono retrocessi in II Divisão.
Il Gil Vicente fu penalizzato di 9 punti in seguito al caso Mateus.

## Squadre partecipanti
Retrocesse dalla Primeira Liga
- Gil Vicente
- Vitória Guimarães
- Penafiel
- Rio Ave

Rimanenti
- Chaves
- Estoril Praia
- Feirense
- Gondomar
- Leixões
- Olhanense
- Portimonense
- Santa Clara
- Varzim
- Vizela

Promosse dalla 2ª Divisão de Honra
- Olivais e Moscavide
- Trofense

## Classifica
|  | Pos. | Squadra              | Pt | G  | V  | N  | P  | GF | GS | DR  |
|  | ---- | -------------------- | -- | -- | -- | -- | -- | -- | -- | --- |
|  | 1.   | Leixões              | 60 | 30 | 18 | 6  | 6  | 45 | 21 | +24 |
|  | 2.   | Vitória Guimarães    | 55 | 30 | 16 | 7  | 7  | 44 | 20 | +24 |
|  | 3.   | Rio Ave              | 53 | 30 | 15 | 8  | 7  | 44 | 37 | +7  |
|  | 4.   | Santa Clara          | 50 | 30 | 15 | 5  | 10 | 34 | 31 | +3  |
|  | 5.   | Gondomar             | 45 | 30 | 13 | 6  | 11 | 33 | 30 | +3  |
|  | 6.   | Feirense             | 44 | 30 | 11 | 11 | 8  | 38 | 26 | +12 |
|  | 7.   | Varzim               | 44 | 30 | 12 | 8  | 10 | 34 | 37 | -3  |
|  | 8.   | Penafiel             | 41 | 30 | 10 | 11 | 9  | 23 | 27 | -4  |
|  | 9.   | Olhanense            | 40 | 30 | 10 | 10 | 10 | 29 | 31 | -2  |
|  | 10.  | Estoril Praia        | 37 | 30 | 10 | 7  | 13 | 30 | 35 | -5  |
|  | 11.  | Trofense             | 36 | 30 | 9  | 9  | 12 | 27 | 26 | +1  |
|  | 12.  | Gil Vicente          | 36 | 30 | 12 | 9  | 9  | 27 | 27 | +0  |
|  | 13.  | Vizela               | 34 | 30 | 9  | 7  | 14 | 29 | 32 | -3  |
|  | 14.  | Portimonense         | 30 | 30 | 7  | 9  | 14 | 28 | 42 | -14 |
|  | 15.  | Olivais e Moscavide' | 27 | 30 | 7  | 6  | 17 | 26 | 42 | -16 |
|  | 16.  | Chaves               | 16 | 30 | 3  | 7  | 20 | 16 | 43 | -27 |

Legenda:

      Ammesse alla Primeira Liga 2007-2008

      Retrocesse in Segunda Divisão 2007-2008

Nota 1: la vittoria vale 3 punti

Nota 2: in caso di parità di punti la posizione è determinata dagli scontri diretti

## Miglior marcatore
Roberto Alcântara, calciatore brasiliano, fu il miglior marcatore con 17 gol in 30 partite.
- Giocatore - Squadra - Partite - Gol

1. Roberto Alcântara 	-Leixões 	30 	17
2. Djalmir 	-Olhanense 	27 	13
3. Ghilas 	-V. Guimarães 	29 	12
4. Reguila 	-Trofense 	20 	11
5. Ladji Keita 	-Rio Ave 	29 	9
6. Nicolás Canales 	-Gondomar 	24 	8
7. Milhazes 	-Rio Ave 	28 	7
8. Brasília 	-V. Guimarães 	29 	7
9. Denilson Souza 	-Varzim 	29 	7
10. Nuno Sousa 	-Feirense 	29 	7